# Caproni Ca.18
Il Caproni Ca.18 fu un aereo da ricognizione e osservazione monomotore biposto e monoplano sviluppato dall'azienda aeronautica italiana Caproni negli anni dieci del XX secolo.
Impiegato dal Servizio Aeronautico del Regio Esercito nelle prime fasi della prima guerra mondiale, venne assegnato alla 15ª Squadriglia da ricognizione e combattimento, la prima ad impiegare velivoli di costruzione e progetto italiani.

## Storia del progetto
Progettato da Giovanni Battista "Gianni" Caproni derivava dalla famiglia di monoplani Ca.8-Ca.16 sviluppata tra il 1911 ed il 1912.

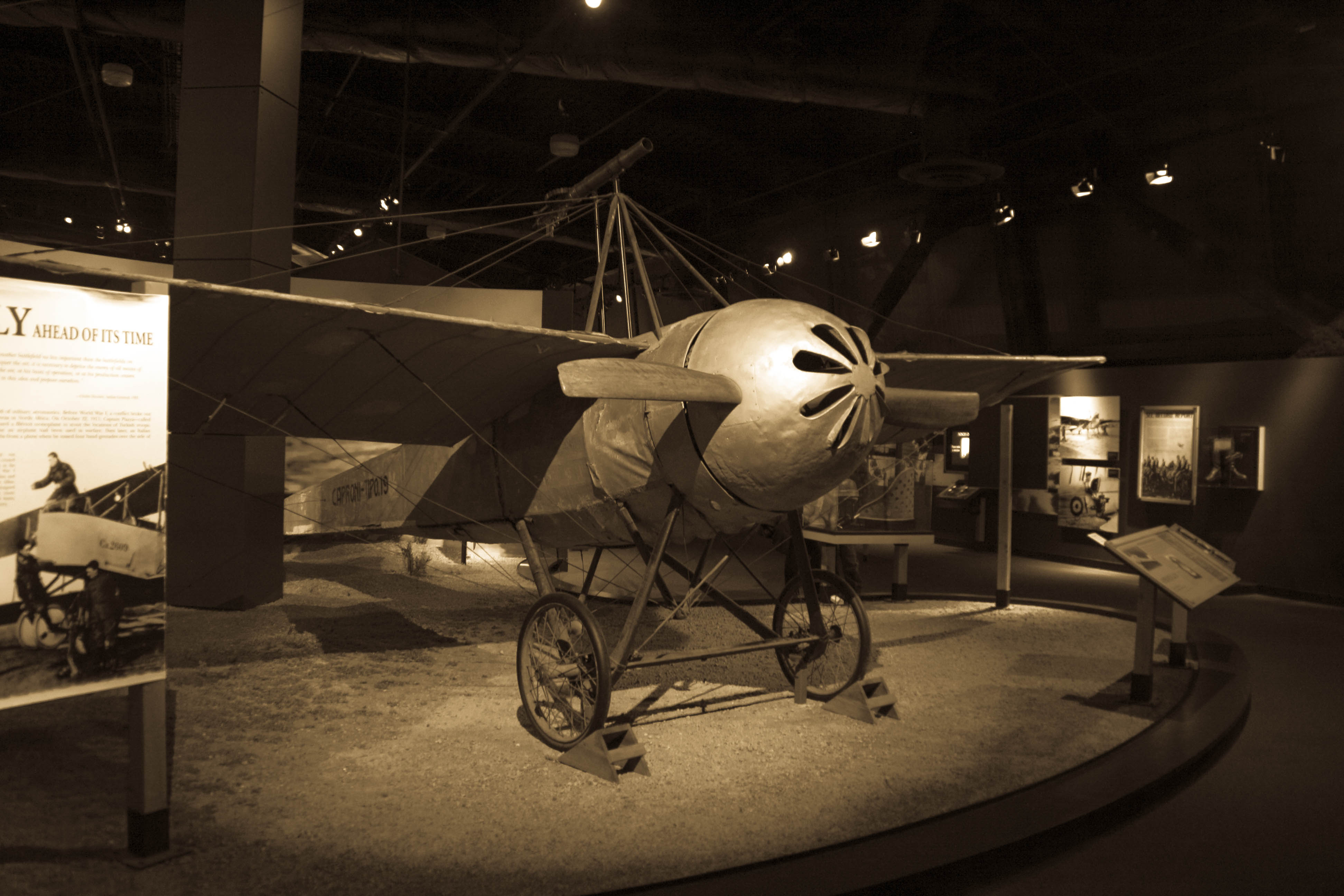
Ca.19, Seattle, Museum of Flight

Il Ca.18 era destinato al 1º concorso militare italiano che si tenne all'inizio del 1913, ma il velivolo non ottenne commesse. Successivamente, dopo la nazionalizzazione della Caproni nell'estate del 1913, venne ordinato un lotto di questi velivoli, che andarono ad equipaggiare la 15ª Squadriglia da ricognizione e combattimento, la prima ad impiegare velivoli di costruzione e progetto italiani.
Lo sviluppo del Ca.18 continuò con altri modelli che costituivano delle varianti del progetto originale: Ca.19, Ca.20, Ca.24, Ca.25. Tra questi la variante più significativa è costituita dal Ca.20 un prototipo di aereo da caccia.

## Tecnica
Il Ca.18 era caratterizzato da una struttura realizzata completamente in legno rivestito in tela. La fusoliera, dotata di un abitacolo singolo aperto, adottava dei finestrini laterali per agevolare la visuale del pilota verso il basso, in quanto il Ca.18 era destinato al ruolo di osservazione aerea. Posteriormente terminava in un impennaggio classico dotato di una deriva di piccole dimensioni completamente mobile e di piani orizzontali montati a semisbalzo. L'ala era montata medio alta, controventata da una serie di tiranti in filo d'acciaio che la collegavano ad una torre posta sopra la fusoliera. Particolare era l'adozione di un innesto a baionetta in modo da permetterne un semplice smontaggio per agevolarne la rimessa. Il carrello d'atterraggio era fisso, dotato di ruote a raggi di grande dimensione, ed integrato posteriormente da una struttura posta sotto la parte mediana della trave di coda e che fungeva da supporto al pattino di coda. La motorizzazione era affidata ad un motore rotativo Gnome Lambda di fabbricazione francese in grado di sviluppare una potenza di 80 CV (59 kW).

## Impiego operativo
Il Ca.18 venne introdotto durante le prime fasi della prima guerra mondiale, assegnato alla 15ª Squadriglia del Servizio Aeronautico, reparto sotto il comando del Regio Esercito, la prima ad impiegare velivoli di progettazione e costruzione interamente nazionali. Il reparto, basato a Piacenza, operò con sei esemplari effettuando missioni di osservazione aerea in collaborazione ai reparti di artiglieria.

## Utilizzatori
Italia
- Servizio Aeronautico del Regio Esercito

## Esemplari attualmente esistenti

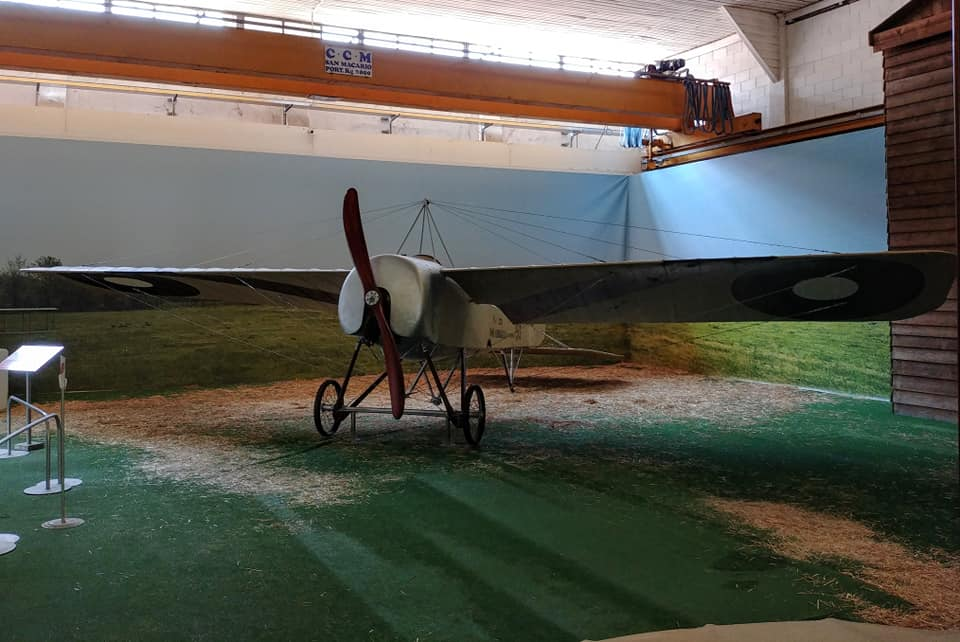
Il Ca.18 esposto al Parco e Museo di Volandia.

Un esemplare, matricola CA-231, è attualmente esposto presso il Parco e Museo del volo Volandia di Somma Lombardo, Provincia di Varese.